# Imam Quli Khan

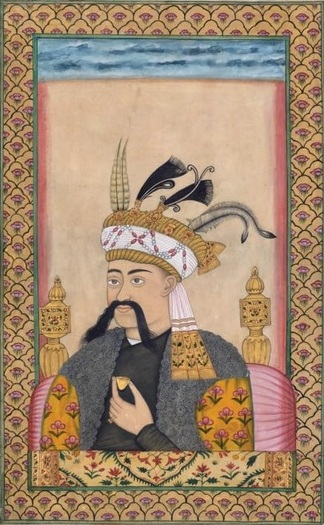
Een Indiaas portret van Imam Quli Khan, gemaakt in Hyderabad, gedateerd 1760-80

Imam Quli Khan (Perzisch: Emāmqolī Khān) (overleden augustus 1632) was een Iraanse militaire en politieke bestuurder van Georgische afkomst die diende als gouverneur van Fars, Lar, Shiraz en Bahrein voor de sjahs Abbas I en Safi.

## Opkomst
Imam Quli Khan was de zoon van Allahverdi Khan, een Georgische generaal in dienst van de Safawidische dynastie in Iran. Imam Quli Khan wordt voor het eerst genoemd als gouverneur van Lar in de zuidelijke provincie Fars in 1610. Hij volgde zijn vader op als gouverneur-generaal (beglarbeg) van Fars in 1615, maar behield zijn positie in Lar en kreeg de rang van amir van de divan van Sjah Abbas I. In 1619 en 1620 hield Imam Quli Khan toezicht op het project van Abbas om de bovenloop van de rivieren Karun en Zayandarud met elkaar te verbinden om de watervoorziening van zijn nieuwe hoofdstad Isfahan te verbeteren. Sjah Abbas stelde volledig vertrouwen in Imam Quli Khan, die in invloed en prestige groeide en een van de rijkste khans van het Safawidsche rijk werd.
Imam Quli bouwde een madrassa en vele paleizen in Shiraz en de nog steeds bestaande brug Pol-i Khan over de Kor bij Marvdasht. Hij zette het beleid van zijn vader voort om de Portugese posities in de Perzische Golf te ondermijnen. In 1621 haalde hij de Engelse Oost-Indische Compagnie over om samen te werken met de Perzen door te dreigen met het intrekken van de handelsprivileges die de sjah in 1615 aan die compagnie had verleend. Als gevolg hiervan veroverde het leger van Imam Quli met hulp van een Engelse vloot het strategische Portugese fort op het eiland Qeshm en belegerde het Hormuz, dat zich na een verdediging van tien weken op 22 april 1622 overgaf. Imam Quli had de Engelsen de helft van alle jaarlijkse tolopbrengsten van Hormuz beloofd maar hij hield zich daar niet aan. In plaats daarvan verbond hij zich vanaf 1623 meer met de Nederlandse VOC, bij wie hij bekend was als de hertog van Shiraz. De VOC-koopman Huibert Visnich opende dat jaar factorijen in de kustplaats Gamron en in Isfahan. De ambassadeur van de Staten-Generaal Jan Smidt had in 1629 meerdere ontmoetingen met Iman Quli. Smidt schreef dat hij in Fars zo goed als soeverein was en in ruil daarvoor aan de sjah tribuut betaalde en 8000 man aan diens leger leverde.
Volgens de historicus Fazli Khuzani had Imam Quli Khan 22 dochters, van wie sommigen in 1622 werden uitgehuwelijkt met Safawidisch-Georgische adellijke personen. In 1626, toen Imam Quli's dochter en schoonzoon Anduqapar Amilakhori werden gevangengenomen door opstandige Georgiërs stuurde Sjah Abbas een groot leger om hen te redden.

## Ondergang

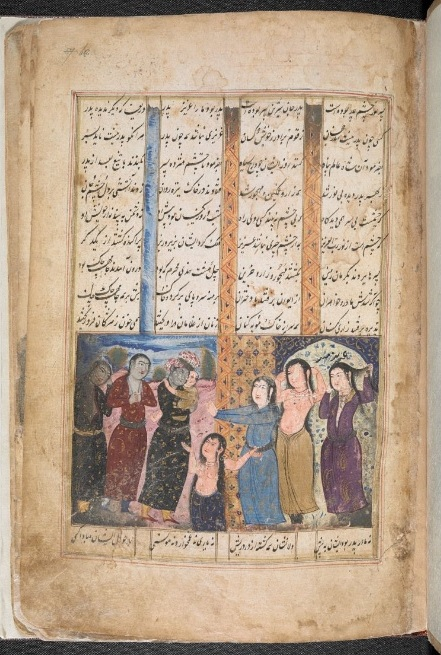
Imam Quli Khan's dood gerouwd door zijn familie. (Opschrift 'aziz-i mir' over zijn favoriete vrouw). Uit een Jarūnnāmeh door Qadrī. Isfahan -stijl, gedateerd 1697

Na de dood van Abbas kon Imam Quli het niet vinden met de nieuwe favorieten van Sjah Safi, de opvolger van Abbas op de troon van Perzië, en raakte hij gemarginaliseerd. Uiteindelijk werden hij en zijn twee zonen eind 1632 op bevel van Safi ter dood gebracht en werden al zijn bezittingen in 1633 toegeëigend door de kroon. Dit vormde de opmaat voor het uitroeien van de rest van zijn familie. Alleen zijn broer, Daud Khan, overleefde dit door naar Georgië te vluchten. De toenmalige VOC-directeur Jacob Overschie schreef in mei 1633 dat Sjah Safi in augustus een aantal voorname hovelingen had laten ombrengen, waaronder Quli Khan en drie van zijn zonen, allen hertogen. Verder schreef hij: 'Seventien cleyne kinderen van dito Hartoch van Siras, de outste van ontrent 16 jaeren, seer schoone kinderen, sijn alle de oogen uijtgesteecken; de kinderen van de soonen van den Hartoch, tot in ’t getall, sijn mede de oogen uutgesteecken, ende alsoo seer jonck waeren, d’een ontrent een jaer ende d’andereen halff jaer, sijn gestorven'.
Hoewel de Safawidisch-Georgische lijn bijna volledig werd geëlimineerd na deze zuivering werd de opvolging verzekerd door Ja'far Qoli, een kleinzoon van Imam Quli Khan via een dochter. In de jaren negentig werd in Qeshm een standbeeld voor Imam Quli Khan opgericht.